# Elliphant
Elliphant (eigentlich Ellinor Miranda Salomea Olovsdotter; * 8. Oktober 1985 in Stockholm) ist eine schwedische Electro- und Dancehall-Sängerin.

## Karriere
Aufgewachsen in Stockholm brach sie mit 15 Jahren die Schule ab und jobbte u. a. als Kellnerin. Zu Schulzeiten wurden bei ihr ADHS und Dyslexie diagnostiziert. Nach Abbruch der Schule reiste sie und besuchte zahlreiche Technopartys, bei denen sie sich erstmals als Sängerin versuchte. Sie erhielt einen ersten Plattenvertrag beim Indielabel Ten Music Group. Ihr Künstlername Elliphant entstand während eines längeren Aufenthalts in Großbritannien. Dort fand sie auch Gefallen am typischen Londoner Sound.
Ihren ersten musikalischen Erfolg feierte sie mit ihrer Debüt-Single Tekkno Scene. Das Lied wurde mit Adam Kanyama aufgenommen und im Videospiel Fifa 13 verwendet. Im April 2013 veröffentlichte sie ein Musikvideo zu Down on Life, welches von Katy Perry im Social-Media-Netzwerk Twitter gelobt wurde. Dies verschaffte ihr einen enormen Popularitätsschub. Im selben Jahr erschien ihr Debütalbum A Good Idea bei dem Majorlabel Universal. Am 15. April 2014 veröffentlichte sie ihre EP Look Like You Love It. Im Dezember 2014 gelang ihr mit dem Lied No Money No Love, das in Zusammenarbeit mit dem niederländischen DJ-Duo Showtek und dem französischen DJ David Guetta aufgenommen wurde, der Einstieg in die deutschen Singlecharts.
Elliphant beschreibt ihre Musik mit den Worten: „Futuristisch – Wild – Zurück in die Vergangenheit – Dreckig – Frisch.“ Ihre Musik erinnert an M.I.A., Diplo und Icona Pop.

## Diskografie

### Alben
- 2013: A Good Idea
- 2016: Living Life Golden
- 2021: Rocking Horse
- 2024: Troll

### EPs
- 2013: Elliphant
- 2013: Live Till I Die
- 2014: Look Like You Love It
- 2014: One More

### Singles
- 2013: Music Is Life (feat. Ras Fraser Jr.)
- 2013: Kids (mit Style of Eye feat. Soso)
- 2013: Down on Life
- 2013: In My Head (mit Tilly)
- 2014: One More (feat. MØ)
- 2014: Revolusion
- 2014: No Money No Love (mit David Guetta, Showtek & Ms. Dynamite)
- 2014: Only Getting Younger (mit Skrillex)
- 2015: TTU (Too Turnt Up) (Valentino Khan Remix mit Flosstradamus feat. Waka Flocka)
- 2015: Too Original (mit Major Lazer & Jovi Rockwell)
- 2015: Love Me Badder
- 2015: Best People in the World
- 2015: Club Now Skunk (mit Big Freedia)
- 2016: Spoon Me (mit Skrillex)
- 2017: Good Day (Yellow Claw feat. DJ Snake & Elliphant)
- 2017: Stockholm White (feat. UZ & Two Fresh)